# Dysdera punctata
Dysdera punctata este o specie de păianjeni din genul Dysdera, familia Dysderidae, descrisă de C. L. Koch, 1838. Conform Catalogue of Life specia Dysdera punctata nu are subspecii cunoscute.